# Janusz Łętowski
Janusz Łętowski (ur. 27 marca 1939 w Warszawie, zm. 12 lutego 1999 tamże) – polski prawnik, profesor nauk prawnych, dyrektor Instytutu Nauk Prawnych PAN, sędzia Sądu Najwyższego, krytyk muzyczny.

## Życiorys
Syn pułkownika Stanisława Łętowskiego. W 1962 ukończył studia prawnicze na Wydziale Prawa Uniwersytetu Warszawskiego. Uzyskiwał następnie stopnie doktora i doktora habilitowanego. W 1981 otrzymał tytuł profesora nauk prawnych. Specjalizował się w zagadnieniach z zakresu prawa administracyjnego. Był wieloletnim pracownikiem Instytutu Nauk Prawnych Polskiej Akademii Nauk. Od grudnia 1987 do listopada 1990 pełnił funkcję dyrektora tej jednostki. Po 1989 został także sędzią w Izbie Administracyjnej Sądu Najwyższego.
Wśród wypromowanych przez niego doktorów znaleźli się Andrzej Wróbel i Teresa Górzyńska.
Był także krytykiem muzycznym, autorem publikacji o tematyce muzycznej.
W 1999, w uznaniu wybitnych zasług dla wymiaru sprawiedliwości, odznaczony został Krzyżem Komandorskim Orderu Odrodzenia Polski. W 1995, w uznaniu wybitnych zasług dla wymiaru sprawiedliwości, odznaczony został Krzyżem Kawalerskim tegoż orderu.
Był mężem Ewy Łętowskiej. Pochowany na cmentarzu Powązkowskim (kwatera 43/2/9).

## Wybrane publikacje
O tematyce prawniczej
- Administracja, prawo, orzecznictwo sądowe, Zakład Narodowy im. Ossolińskich, Wrocław 1985, ISBN 83-04-01973-6
- Administracja Republiki Francuskiej (red.), Zakład Narodowy im. Ossolińskich, Wrocław 1984, ISBN 83-04-01527-7
- O państwie prawa, administrowaniu i sądach w okresie przekształceń ustrojowych: szkice (współautor z Ewą Łętowską), Scholar, Warszawa 1995, ISBN 83-85838-43-0
- Polecenie służbowe w administracji, Wydawnictwo Prawnicze, Warszawa 1972
- Prawo administracyjne dla każdego, Ecostar, Warszawa 1995, ISBN 83-901288-7-X
- Prawo administracyjne: zagadnienia podstawowe, PWN, Warszawa 1990, ISBN 83-01-09343-9
- Sądy powszechne i praworządność w administracji, Zakład Narodowy im. Ossolińskich, Wrocław 1967

O tematyce muzycznej
- Galeria portretów muzycznych: płytowe wizytówki wielkich wykonawców, Polskie Wyd. Muzyczne, Kraków 1987, ISBN 83-224-0338-0
- Magia czarnego krążka: ABC kolekcjonera płyt, Polskie Wyd. Muzyczne, Kraków 1981, ISBN 83-224-0157-4
- Przyjemności i rozrywki, „Twój Styl”, Warszawa 1993, ISBN 83-85443-28-2
- Muza wiecznie kwitnąca czyli Znów o operze (współautor z Ewą Łętowską), „Twój Styl”, Warszawa 1995, ISBN 83-85443-78-9
- Przewodnik płytowy: muzyka klasyczna na płytach kompaktowych, „Twój Styl”, Warszawa 1997, ISBN 8371690492
- Vademecum operowe, (współautor z Ewą Łętowską), „Twój Styl”, Warszawa 1997, ISBN 83-7163-036-0[12]